# Oeiras e São Julião da Barra
Oeiras e São Julião da Barra – parafia (freguesia) Oeiras, w Portugalii. W 2011 zamieszkiwało ją 33 827 mieszkańców, na obszarze 6,63 km².